# Królestwo Jerozolimskie

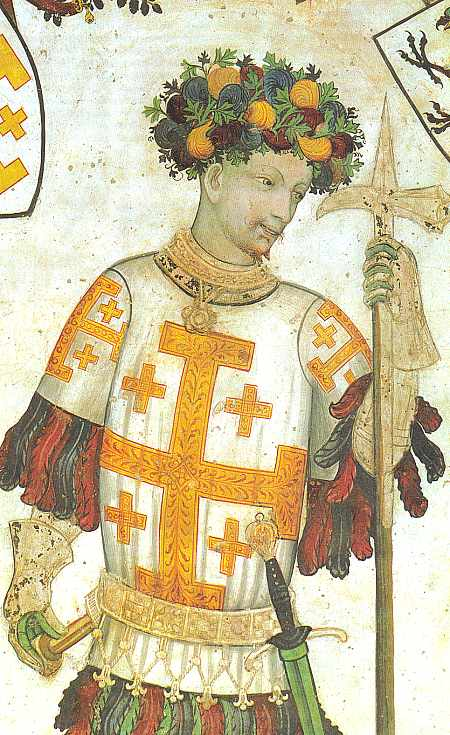
Gotfryd z Bouillon w dniu 22 lipca 1099 został wybrany na króla Jerozolimy

Królestwo Jerozolimskie (łac. Regnum Hierosolimitanum, stfr. Roiaume de Jherusalem) – średniowieczne państwo założone przez krzyżowców podczas I wyprawy krzyżowej (1096–1099) na terenie Syrii i Palestyny. Było ono lennem Stolicy Apostolskiej.
Królestwo Jerozolimskie było realizacją klasycznego ustroju lennego o bardzo rozbudowanych zależnościach feudalnych. Było ono wewnętrznie i zewnętrznie (z przyległymi państwami utworzonymi przez przywódców krucjat) skłócone.

## Historia Królestwa
W wyniku I wyprawy krzyżowej krzyżowcy zdobyli Jerozolimę.
Za właściwego organizatora Królestwa Jerozolimskiego należy uznać Baldwina I, który jako pierwszy przyjął tytuł królewski.
Jednak organizowanie państwa rozpoczęło się już po zdobyciu Jerozolimy przez krzyżowców w 1099. Przedstawiciele kościoła domagali się, aby zdobycze krzyżowców były traktowane jako własność papieża. Opór feudałów uniemożliwił realizację tego postulatu.
Naczelnikiem państwa został Gotfryd de Bouillon, który nie przyjął tytułu królewskiego, ale tytuł Advocatus Sancti Sepulchri (Obrońca Grobu Świętego). Uznał on prawo kurii rzymskiej do dominium directum („nagiej własności”).
Nieporozumienia między nim a Rajmundem doprowadziły m.in. do niewykorzystania zwycięstwa pod Askalonem (Aszkalonem). Po śmierci Gotfryda de Bouillon władcą Jerozolimy został Baldwin I, który przyjął tytuł królewski oraz podporządkował sobie, jako lenna, łacińskie państwa Lewantu.
Królestwo Jerozolimskie, które w latach swej świetności obejmowało dawną Fenicję, Syrię i Palestynę, to klasyczne państwo feudalne z systemem lennym identycznym jak ten znany z Europy Zachodniej. Bariery społeczne nie były jednak tak mocne. Stąd zdecydowanie wyższa pozycja kobiet i miast oraz szybka możliwość awansu społecznego, co przyciągało rzesze ludzi z Europy.
W Królestwie Jerozolimskim powstały zakony rycerskie: templariusze, joannici, Zakon Montjoye oraz krzyżacy.

## Władcy Jerozolimy
- Gotfryd de Bouillon – władca Jerozolimy w latach 1099–1100. Odmówił przyjęcia tytułu króla w mieście, gdzie włożono Chrystusowi na głowę koronę cierniową. Nazwał się Obrońcą Grobu Świętego (Advocatus Sancti Sepulchri). Miesiąc po zdobyciu Jerozolimy rozbił w bitwie pod Ascalonem (Aszkalonem) wojska egipskich Fatymidów. Dzięki temu zwycięstwu narzucił swoją zwierzchność Akrze, Aszkalonowi, Arsufowi, Jaffie i Cezarei. W roku następnym zmarł z powodu choroby. Na króla koronował się jego brat, hrabia Edessy, Baldwin I z Boulogne.
- Baldwin I – król Królestwa Jerozolimskiego w latach 1100–1118. Poszerzył on terytorialnie królestwo, zdobywając Akkę, Sydon, oraz Bejrut. Podporządkował królestwu także łacińskie państwa Lewantu jako lenna: Hrabstwo Edessy, które sam utworzył, Księstwo Antiochii oraz Hrabstwo Trypolisu[2]. Liczba chrześcijańskich mieszkańców królestwa wzrosła znacznie po krucjacie w 1101, kiedy powołano Łacińskiego Patriarchę Jerozolimy. Włoskie państwa-miasta Wenecja, Piza i Genua odegrały ważną rolę wspomagając króla Baldwina I swoimi okrętami podczas zdobywania portów, za co otrzymały na ich terenie autonomiczne strefy handlowe. Baldwin zmarł bezpotomnie w 1118, na tronie zastąpił go kuzyn Baldwin II hrabia Edessy.
- Baldwin II – król Królestwa Jerozolimskiego w latach 1118–1131. Baldwin II, pomimo kilkakrotnego pojmania przez muzułmanów, z powodzeniem rozwijał królestwo. W 1124 zdobył i włączył do królestwa Tyr. Po jego śmierci, królową została jego córka.
- Melisanda i jej mąż Fulko – królowie w Królestwie Jerozolimskim w latach 1131–1143. Po śmierci Fulka dalej panowała jego żona.
- Melisanda – królowa Królestwa Jerozolimskiego, która wraz ze swoim synem Baldwinem III panowała w latach 1143–1153.
- Baldwin III – król Królestwa Jerozolimskiego w latach 1143–1162. W 1153 obalił rządy swojej matki Melisandy. Dyplomatyczne i strategiczne militarne błędy w rządach Baldwina III przyczyniły się do późniejszego podbicia Jerozolimy. Po śmierci władcą został jego młodszy brat.
- Amalryk I – król Królestwa Jerozolimskiego w latach 1162–1174. Po jego śmierci, królem został jego syn.
- Baldwin IV Trędowaty – król Królestwa Jerozolimskiego w latach 1174–1185. Był chory na trąd. Za jego panowania władzę regenta sprawowali: w 1174 – Miles de Plancy, w latach 1174–1177 i w 1185 – Rajmund III, hrabia Trypolisu, a w 1183 – Gwidon z Lusignan, szwagier króla. Wówczas w Królestwie Jerozolimskim rozpoczęły się walki stronnictw o przejęcie władzy nad Królestwem. Po jego śmierci, królem został syn jego siostry Sybilli.

W 1181 książę Antiochii, Renald de Châtillon, samowolnie zerwał zawieszenie broni z muzułmańskim sułtanem Saladynem. W 1182 wysłał swoją flotę drogą lądową do Zatoki Akaba, skąd rozpoczęła ona działania wojenne na Morzu Czerwonym. Między innymi usiłowano napaść na samo serce islamu, na Mekkę. Wywołało to natychmiastową reakcję świata muzułmańskiego, który zjednoczył się pod wodzą sułtana Saladyna.
- Baldwin V – król Królestwa Jerozolimskiego w latach 1185–1186. Ze względu na wiek (objął tron w wieku 7 lat) nie sprawował samodzielnie władzy – królestwem rządził regent Rajmund III, hrabia Trypolisu. Po śmierci Baldwina V królową została jego matka.
- Sybilla i Gwidon z Lusignan panowali w Królestwie Jerozolimskim w latach 1186–1192. Sułtan Saladyn zażądał od niego wypłacenia odszkodowania i zwrotu łupów zagrabionych przez Renalda. Wobec jego odmowy, rozpoczęła się wojna. Krzyżowcy ponieśli klęskę w bitwie pod Hittin (1187), sam Gwidon dostał się do niewoli[4].

W 1187 sułtan Saladyn na czele swojej armii zajął Tyberiadę, Akkę, Jaffę i wkroczył do Jerozolimy. Z całego Królestwa w ręce muzułmanów nie wpadło jedynie miasto Tyr, bronione przez załogę pod dowództwem Konrada z Montferratu oraz położony nieopodal zamek Beaufort.
Siły angielskie i francuskie (III wyprawa krzyżowa) w 1191 roku zdobyły twierdzę Akkę, a następnie pas nadmorski z Cezareą i Jaffą. Królem odbudowywanego Królestwa Jerozolimskiego ponownie został Gwidon z Lusignan. W toku dalszych działań krzyżowcy uzyskali korzystny pokój (1192) z sułtanem Saladynem, dającym swobodny dostęp chrześcijanom do miejsc świętych w Palestynie.
- Izabela i Konrad z Montferratu panowali w Królestwie Jerozolimskim w 1192. Konrad nie doczekał koronacji – został skrytobójczo zamordowany w Tyrze przez członków islamskiej sekty asasynów 28 kwietnia 1192.
- Izabela i Henryk z Szampanii panowali w Królestwie Jerozolimskim w latach 1192–1197.
- Izabela i Amalryk z Lusignan panowali w Królestwie Jerozolimskim w latach 1197–1205. Amalryk zmarł w wyniku zarazy na krótko przed Izabelą.
- Maria z Montferratu – królowa Królestwa Jerozolimskiego w latach 1205–1212.
- Jolanta i Jan z Brienne panowali w Królestwie Jerozolimskim w latach 1212–1225.
- Jolanta i Fryderyk Hohenstauf panowali w Królestwie Jerozolimskim w latach 1225–1228.
- Konrad Hohenstauf – król Królestwa Jerozolimskiego w latach 1228–1254.

Wyprawa cesarza Fryderyka II odzyskała Jerozolimę w 1229. W 1239 krzyżowcy zawarli sojusz z Syrią przeciwko Egiptowi, i wykorzystując spory pomiędzy muzułmanami przejęli kontrolę nad całą Galileą. W 1240 przejęli kontrolę nad Górą Tabor. W 1244 nastąpiła ostateczna utrata Jerozolimy.

Herb Jerozolimsko-Andegaweński

- Konradyn Hohenstauf – król Królestwa Jerozolimskiego w latach 1254–1268.
- Hugo Cypryjski – król Królestwa Jerozolimskiego w latach 1268–1284.
- Karol Andegaweński – król Królestwa Jerozolimskiego w latach 1277–1285.
- Jan Cypryjski – król Królestwa Jerozolimskiego w latach 1284–1285.
- Henryk Cypryjski – król Królestwa Jerozolimskiego w latach 1285–1291.

W 1291 upadła ostatnia twierdza krzyżowców w Palestynie, Akka. W ten sposób zakończyła się historia Królestwa Jerozolimskiego. Mimo to wielu władców w okresie późniejszym używało tytułu króla Jerozolimy.